# 글리칸
글리칸 및 다당류라는 용어는 IUPAC에 의해 "글리코사이드 결합으로 연결된 다수의 단당류로 구성된 화합물"을 의미하는 동의어로 정의된다. 그러나 실제로 글리칸이라는 용어는 탄수화물이 올리고당 뿐이더라도 당단백질, 당지질, 프로테오글리칸과 같은 당포합체의 탄수화물 부분을 지칭하기 위해 사용될 수도 있다. 글리칸은 일반적으로 단당류의 O-글리코사이드 결합으로만 구성된다. 예를 들어 셀룰로스는 D-포도당이 β(1→4) 글리코사이드 결합으로 연결된 글리칸(보다 더 구체적으로는 글루칸)이고, 키틴은 N-아세틸-D-글루코사민이 β(1→4) 글리코사이드 결합으로 연결된 글리칸이다. 글리칸은 단당류 잔기의 동종중합체 또는 이종중합체일 수 있으며, 선형 또는 분지형일 수 있다.

## 같이 보기
- 글리코실화
- 글리코사이드
- 글리코사이드 가수분해효소
- 글리코실트랜스퍼레이스